# Segelfluggelände Geratshof

i7
i11
i13
Das Segelfluggelände Geratshof liegt im Gebiet der Großen Kreisstadt Landsberg am Lech in Oberbayern, etwa 6,5 km südlich des Zentrums von Landsberg am Lech im Ortsteil Geratshofen.

## Flugbetrieb
Das Segelfluggelände ist mit drei sich teilweise überlappenden Start- und Landebahnen aus Gras ausgestattet. Die 250 m lange Landebahn aus Gras (Richtung 08/26) liegt am Nordende des Geländes. Parallel dazu in einem Abstand von etwa 50 m Richtung Süden liegt eine 600 m lange Startbahn aus Gras (Richtung 08), die für Windenschlepp und Starts von Motorseglern verwendet wird. Weiterhin existiert eine 580 m lange Startbahn aus Gras (Richtung 07), die für Flugzeugschlepp verwendet wird. Sie beginnt am Westende der Startbahn 08 und erstreckt sich etwas über das Ostende der Landebahn 08/26 hinaus. Der Betreiber des Segelfluggeländes ist der Landsberger Segelflugverein Geratshof e. V. Der Flugbetrieb wurde am 23. April 1993 aufgenommen.